# 落合晃
落合 晃（おちあい こう、2006年8月 - ）は、日本の陸上競技選手。専門は中距離走。2025年3月時点で男子800メートル (m)の日本記録保持者。駒澤大学在学。

## 来歴
滋賀県高島市出身。幼少時は各種のスポーツに取り組んだが、中学生になって陸上競技に絞る。滋賀学園高等学校に進学する。1年生時に、全国高等学校総合体育大会陸上競技大会（インターハイ）近畿大会800mで1分50秒19の1年生最高記録を樹立する。同年秋の国民体育大会の少年共通の部では8位だった。2年生時はインターハイ全国大会で800mを制覇、1500mでも6位に入賞し、国体少年共通の部では2位入賞を果たす。
3年生となった2024年4月の第21回U20アジア陸上競技選手権大会の代表選手に選ばれ、800mで優勝した。5月の静岡国際陸上競技大会では1分46秒54のタイムで高校ならびにU20の日本記録を樹立した。6月の第108回日本陸上競技選手権大会では予選で1分45秒82の大会記録を作り、決勝は1分46秒56で初優勝を達成する。ただ、落合自身は2024年パリオリンピック参加標準記録（1分44秒70）に届かなかったことを不満に感じたという。7月のインターハイで1分44秒80の日本新記録を樹立して2連覇を達成した。この結果により、第20回U20世界陸上競技選手権大会（リマ）の代表に選出され、本番では決勝に残って1分47秒03で3位入賞を果たした。
2024年12月、高校卒業後に駒澤大学に進学することが報じられた。2025年3月上旬には駒澤大学の学生寮に入り、監督の大八木弘明が指導するGgoatに帯同してアメリカ合衆国のアルバカーキで3週間の合宿に参加した後、4月8日の入学式に出席した。